# مانستر هانتر: ورلد
«مانستر هانتر: ورلد» (انگلیسی: Monster Hunter: World) یک بازی ویدئویی در سبک بازی نقش‌آفرینی اکشن و جهان باز است که توسط کپ‌کام در سال ۲۰۱۸ برای پلت‌فرم‌های اکس‌باکس وان و پلی‌استیشن ۴ و با تأخیر برای مایکروسافت ویندوز منتشر شده‌است. این بازی همچنین برنده عنوان بهترین بازی نقش‌آفرینی سال ۲۰۱۸ در مراسم گیم آواردز شده‌است.